# Herongen
Herongen (Südniederfränkisch/Kleverländisch: Heringe) ist eine Ortschaft der Stadt Straelen im Kreis Kleve im Nordwesten des Bundeslandes Nordrhein-Westfalen. Die Grenze zu den Niederlanden ist 2,5 km in westlicher Richtung entfernt.
Herongen – erstmals am 17. März 899 urkundlich erwähnt – hat ungefähr 2800 Einwohner und liegt an der Bundesautobahn 40 (Venlo–Ruhrgebiet), die südlich verläuft. Herongen grenzt als südlichster Teil des Kreises Kleve direkt an den Kreis Viersen.
Eine Besonderheit Herongens ist die für den Niederrhein ungewöhnliche Höhendifferenz innerhalb des kleinen Ortes. Aufgrund seiner idyllischen Lage wurde Herongen schon vor Jahrzehnten als „Perle des Südkreises“ bezeichnet. Das Gebiet Herongens ist zu einem großen Anteil von Wald bedeckt. Die südlich gelegenen „Heronger Buschberge“ erstrecken sich 4 km weit bis an die Ortsgrenze von Hinsbeck und laden zu ausgedehnten Spaziergängen zum Teufelsstein ein. Westlich der Heronger Buschberge erstreckt sich das Naturschutzgebiet Heronger Heide bis zur niederländischen Grenze. Der weitaus größte Teil der „Heronger Heide“ ist nicht frei zugänglich. Ein ehemaliges Militärgelände befindet sich innerhalb einer Einzäunung und wurde bislang nicht renaturiert. Auf großen Informationstafeln wird veranschaulicht, welche Wege in der „DBU-Naturerbefläche Herongen“ freigegeben sind.
Die Fietsallee am Nordkanal verläuft durch Herongen. Der etwa 100 km lange Radweg verläuft entlang des Nordkanals. Die nie fertiggestellte Kanalverbindung sollte den Rhein ab Neuss mit der niederländischen Maas bei Venlo verbinden und von dort bis Nederweert weitergeführt werden.

## Geschichte

Lage Herongens in Straelen

Der Name Herongen beruht auf dem ehemaligen Herrenhof namens „villa heringa“. Dieser wurde in einer Urkunde vom 17. März 899 erstmalig erwähnt. Der Frankenkönig Charles III. stellte dem Kloster St. Amand diese Urkunde über den Besitz in Lotharingien aus, zu dem auch die „villa heringa“ im Mühlgau gehörte.
Herongen gehörte später zum Oberquartier von Geldern (auch Obergeldern) und somit auch zu den südlichen Niederlanden. Nach dem Spanischen Erbfolgekrieg 1713 geriet ein großer Teil Obergelderns unter preußische Verwaltung.
Vom 1. April 1939 bis zum 1. Oktober 1951 gehörte Herongen zum Amt Wachtendonk. Ab 1951 stand Herongen wieder als amtsfreie Gemeinde unter eigenständiger Verwaltung. Am 1. Juli 1969 wurde Herongen im Rahmen der Kommunalreform  in die Stadt Straelen eingegliedert.

## Politik

### Wappen, Flagge und Siegel
| Wappen der ehemaligen Gemeinde Herongen, Kreis Geldern | Blasonierung: „In Rot eine silberne (weiße) Schlange, sich um ein schwebendes gleichschenkliges goldenes (gelbes) Kreuz im Kreise windende geflügelte Schlange mit zwei Beinen und einen Hundskopf, die sich in das Schwanzende beißt.“ |
| Wappen der ehemaligen Gemeinde Herongen, Kreis Geldern | Wappenbegründung: Das Wappen wurde 1958 von Edwin-Arnold Pleiner entworfen und am 1. Februar 1962 vom nordrhein-westfälischen Innenminister genehmigt. Es ist abgeleitet von der Sage des hl. Amandus; dieser ist Schutzpatron des Ortes und Namensgeber der Dorfkirche. Hissflagge: „Die Flagge ist Rot mit dem Gemeindewappen in der Mitte ohne Schild.“ Gemeindesiegel: „Die Gemeinde führt ein Dienstsiegel mit dem Gemeindewappen mit der Umschrift GEMEINDE HERONGEN - KREIS GELDERN.“ - Hissflagge - Gemeindesiegel |

Hissflagge
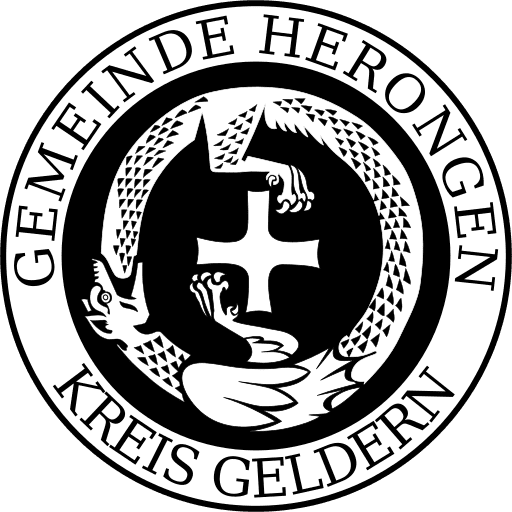
Gemeindesiegel

## Vereine
Die mitgliederstärksten Vereine Herongens gründeten am 30. Juni 2009 den Verein „Gesellige Vereine e. V.“. Zu den Mitgliedern des Dachverbands gehören folgende Vereine:
- Feuerwehr Herongen[11]
- Musikverein 1951 Herongen e. V.[12][13]
- Muttergottesbruderschaft Herongen[14]
- Quartettverein Männergesangsverein Herongen (Der Verein wurde 2018 mangels Mitglieder aufgelöst)[15]
- SV Herongen 1910 e. V.[16]
- Tambourcorps 1923 Herongen e. V.[17]

## Mundart
Heronger Platt ist eine lokale Varietät des Niederfränkischen. Obwohl Herongen nördlich der Uerdinger Linie (ek-ech-Linie) liegt und somit zum Kleverländischen zählen würde, wird der Ortsdialekt wegen verschiedener südlicher Merkmale (z. B. Pronomina) auch zum Südniederfränkischen gerechnet.
Heronger Platt wird heutzutage nur noch von älteren Leuten untereinander gesprochen. Es wird in Mundartzirkeln gepflegt. An Karneval (Fastelovend) werden auch Lieder und Büttenreden auf Platt vorgetragen.

## Baudenkmäler
In Herongen gibt es zwölf ausgewiesene Baudenkmäler (siehe Liste der Baudenkmäler in Straelen):
- alte katholische Kirche, Bergstraße 10[20][21]
- neue katholische Kirche, Bergstraße 7[22]
- Amanduskapelle, Bergstraße 21
- Pfarrhaus St. Amandus, Bergstraße 9
- Hochkreuz auf dem Friedhof
- Windmühle, Bergstraße 33
- Mühlenstumpf Niederdorfer Straße / Ahornweg
- Schleusenhaus, Schlousweg 5
- Hauptgebäude der Grundschule, Niederdorfer Straße 4
- Rundbogenhalle, Leuther Landstraße
- ehemaliges Trafohaus, Niederdorfer Straße 89
- ehemaliges Zollamt, Niederdorfer Straße 90

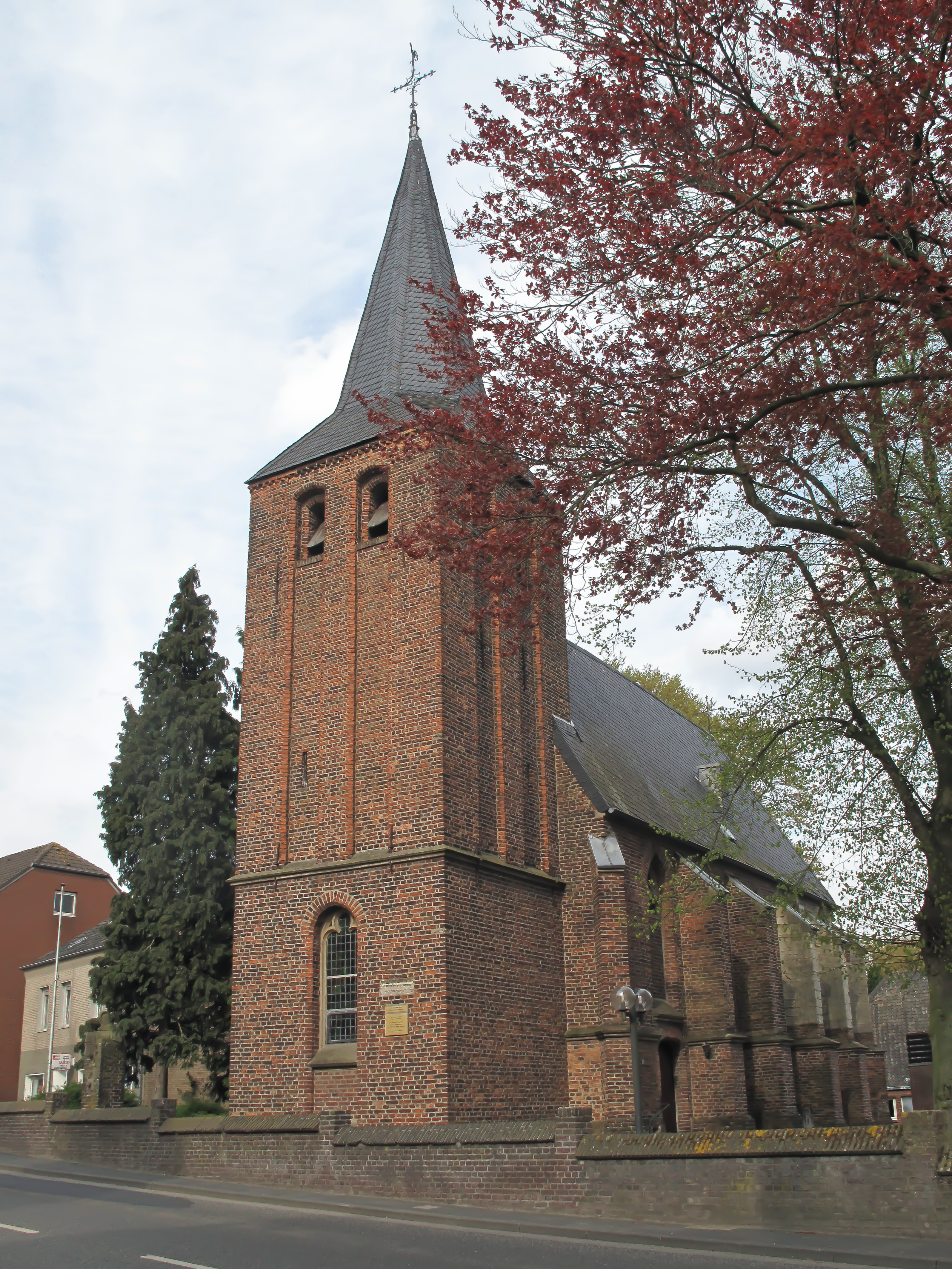
Sankt-Amandus-Kirche aus dem 15. Jahrhundert
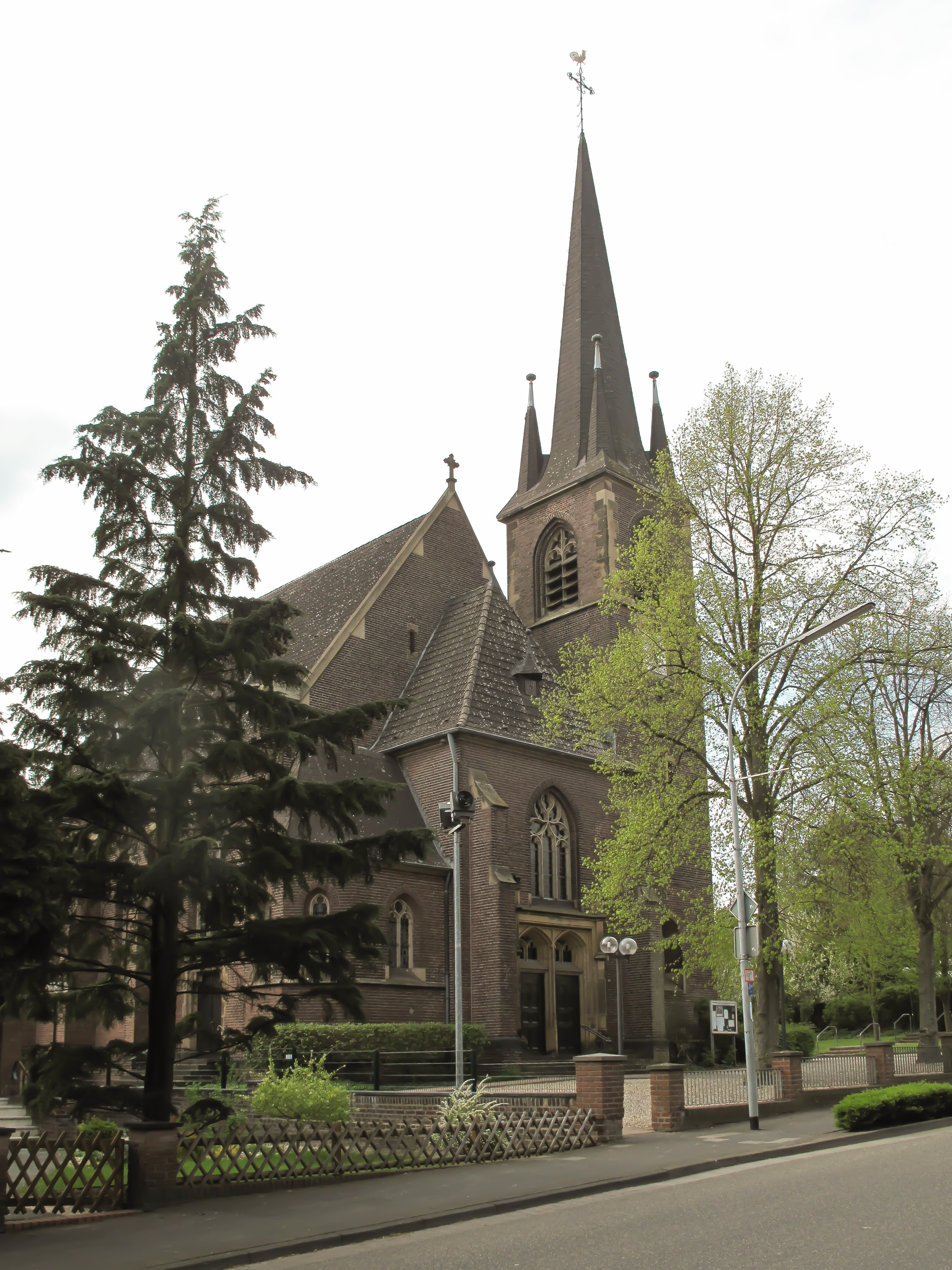
„Neue“ Sankt-Amandus-Kirche von 1904
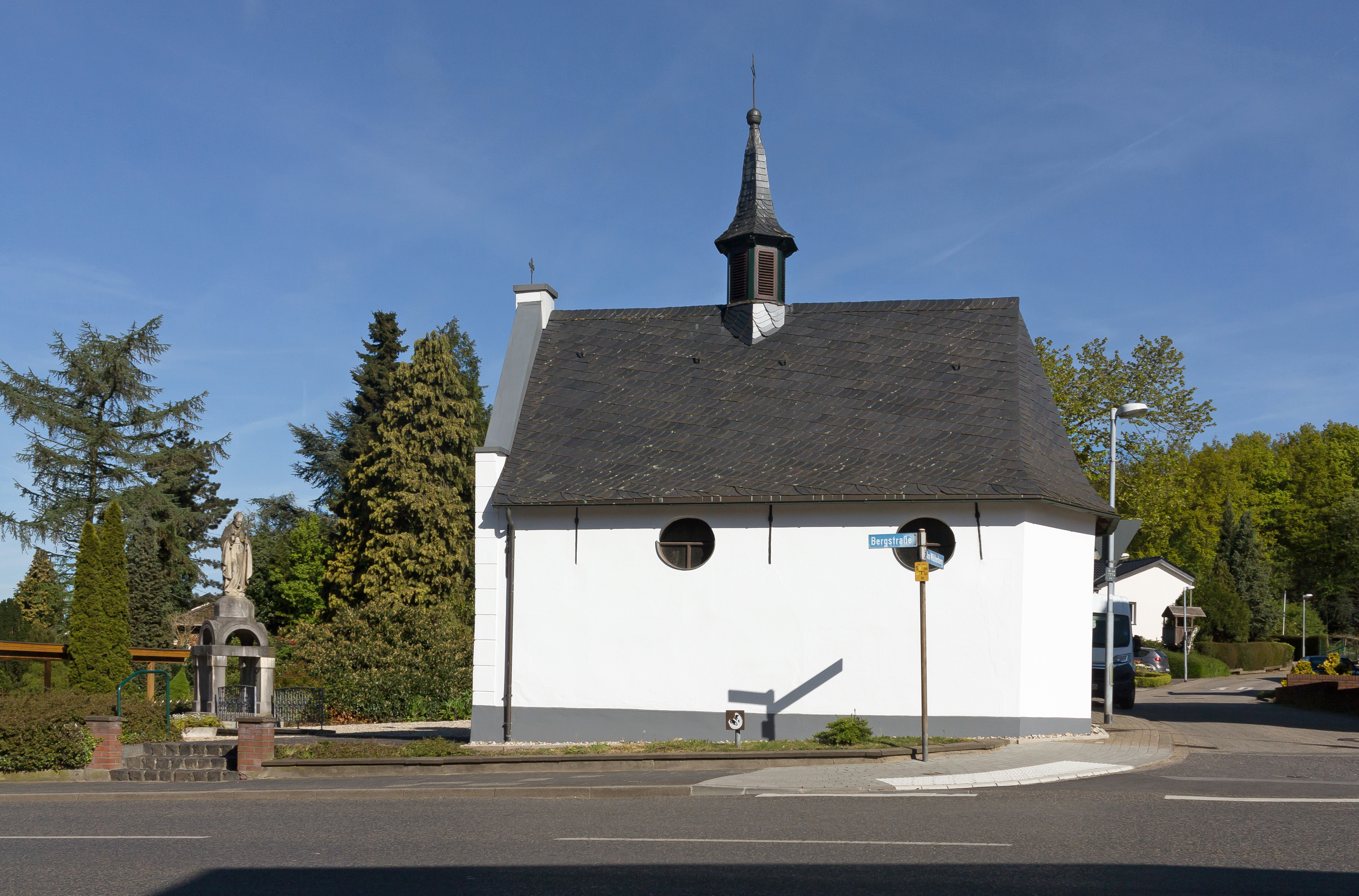
Amanduskapelle und Amandusdenkmal
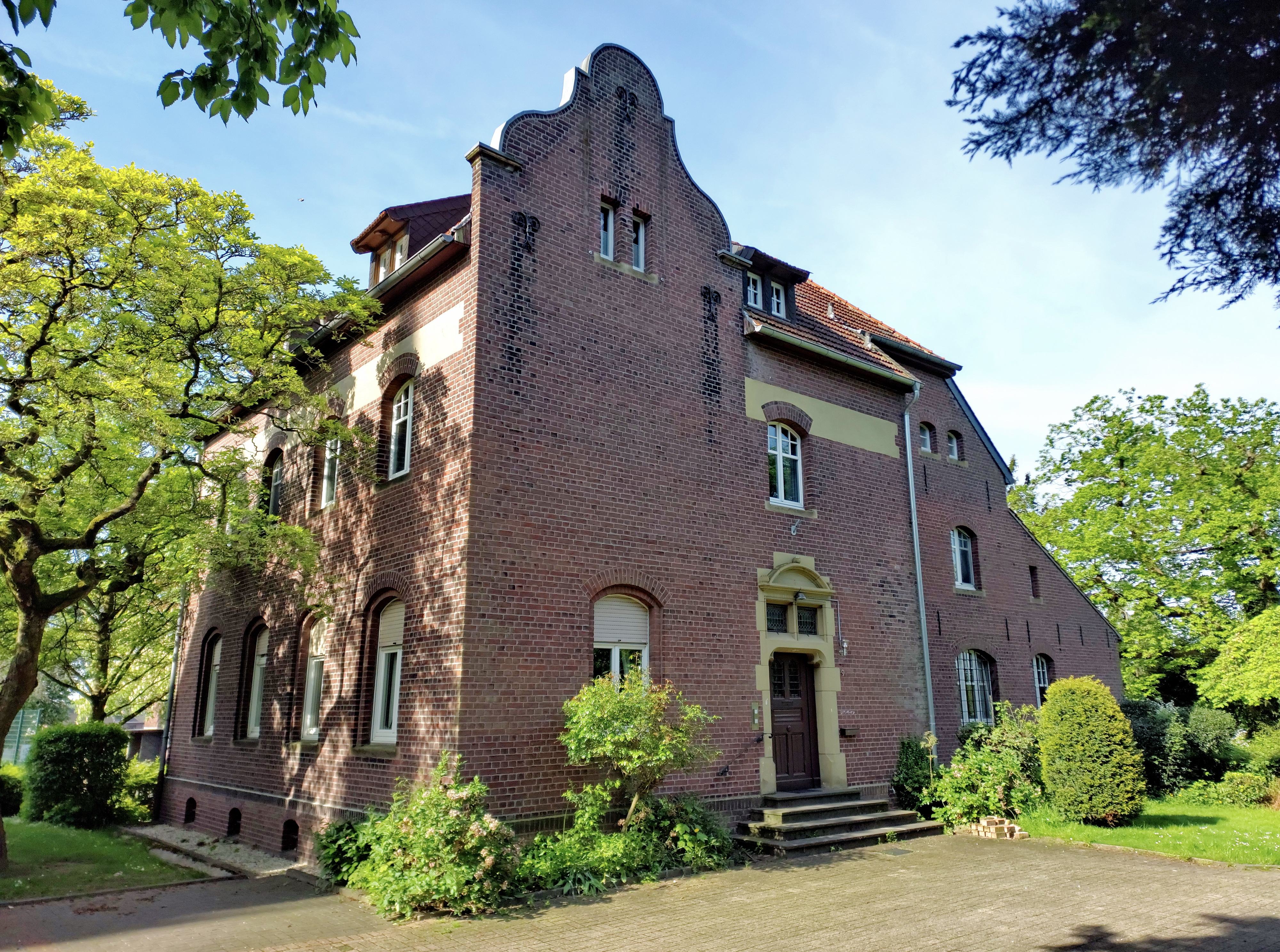
Ehemaliges Pfarrhaus an der Bergstraße
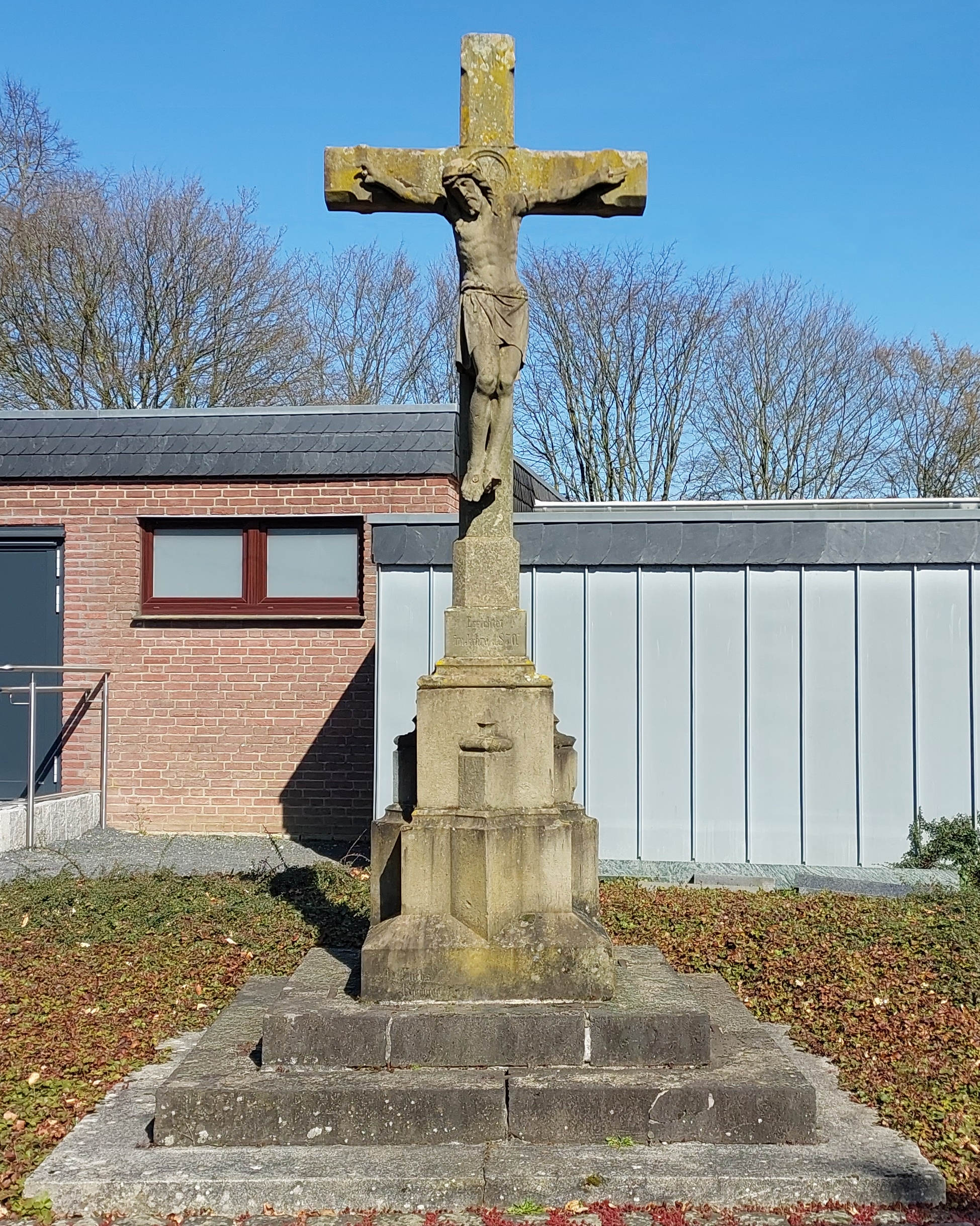
Hochkreuz auf dem Friedhof
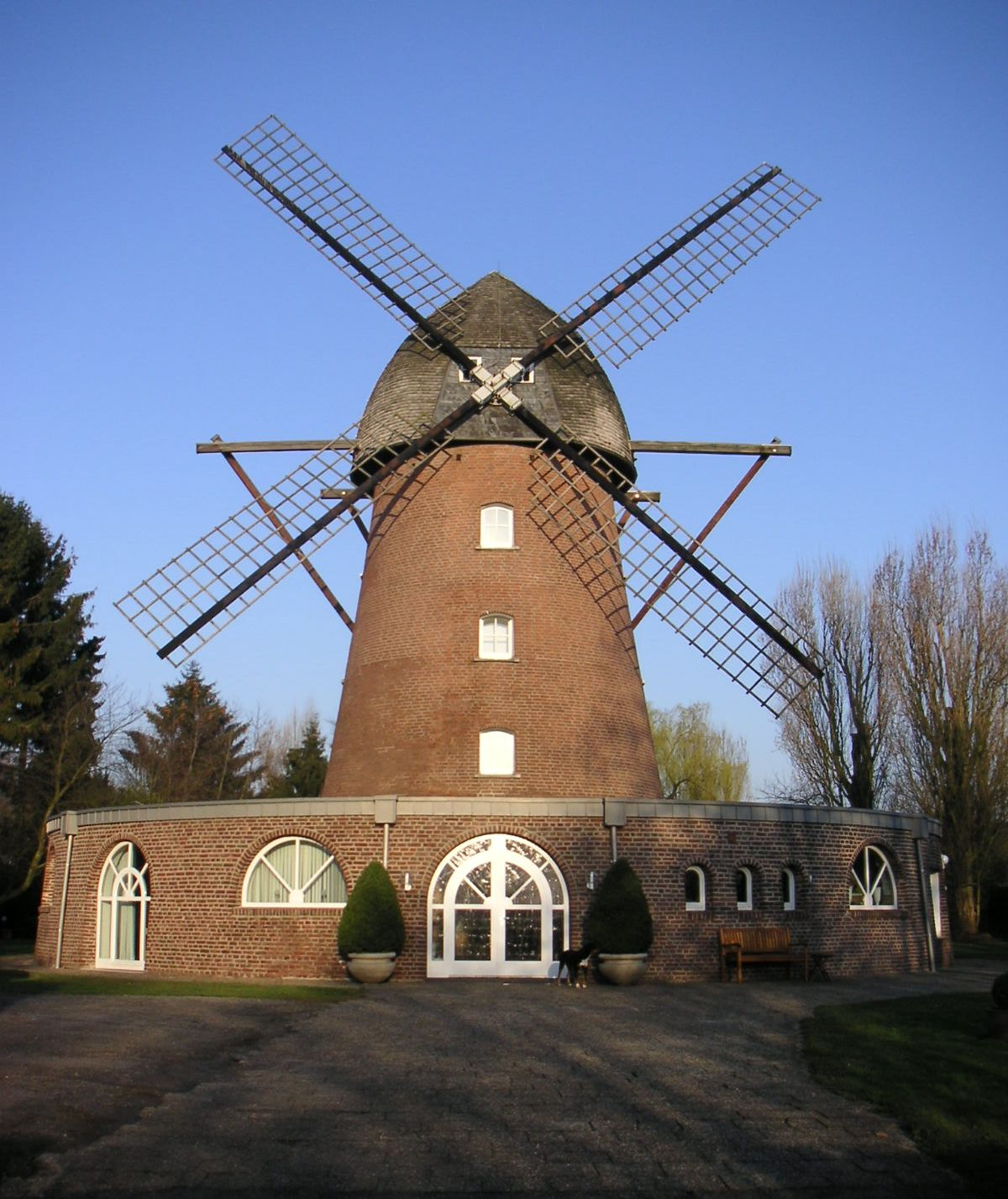
Windmühle an der Bergstraße
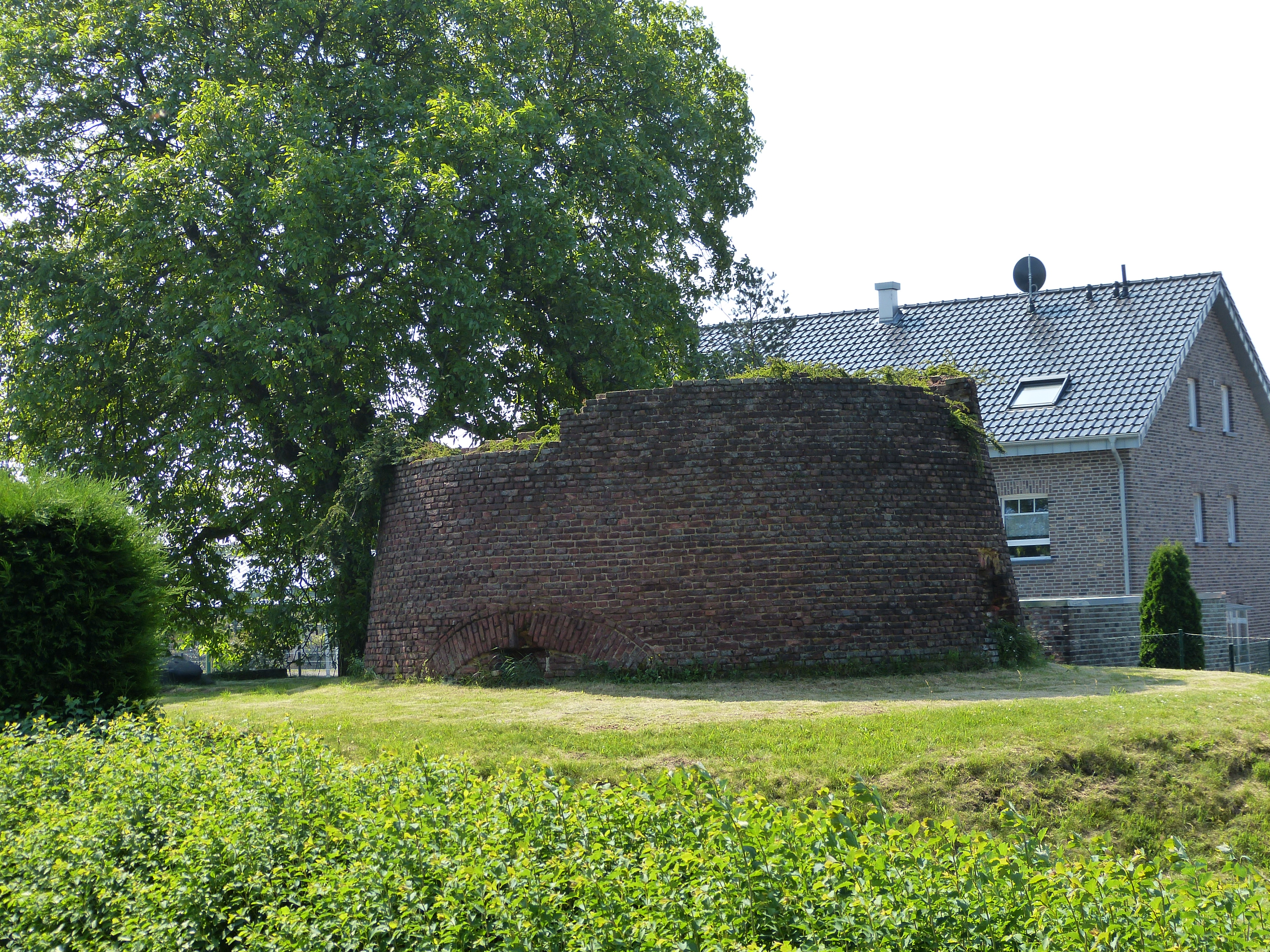
Mühlenstumpf Niederdorfer Straße / Ahornweg
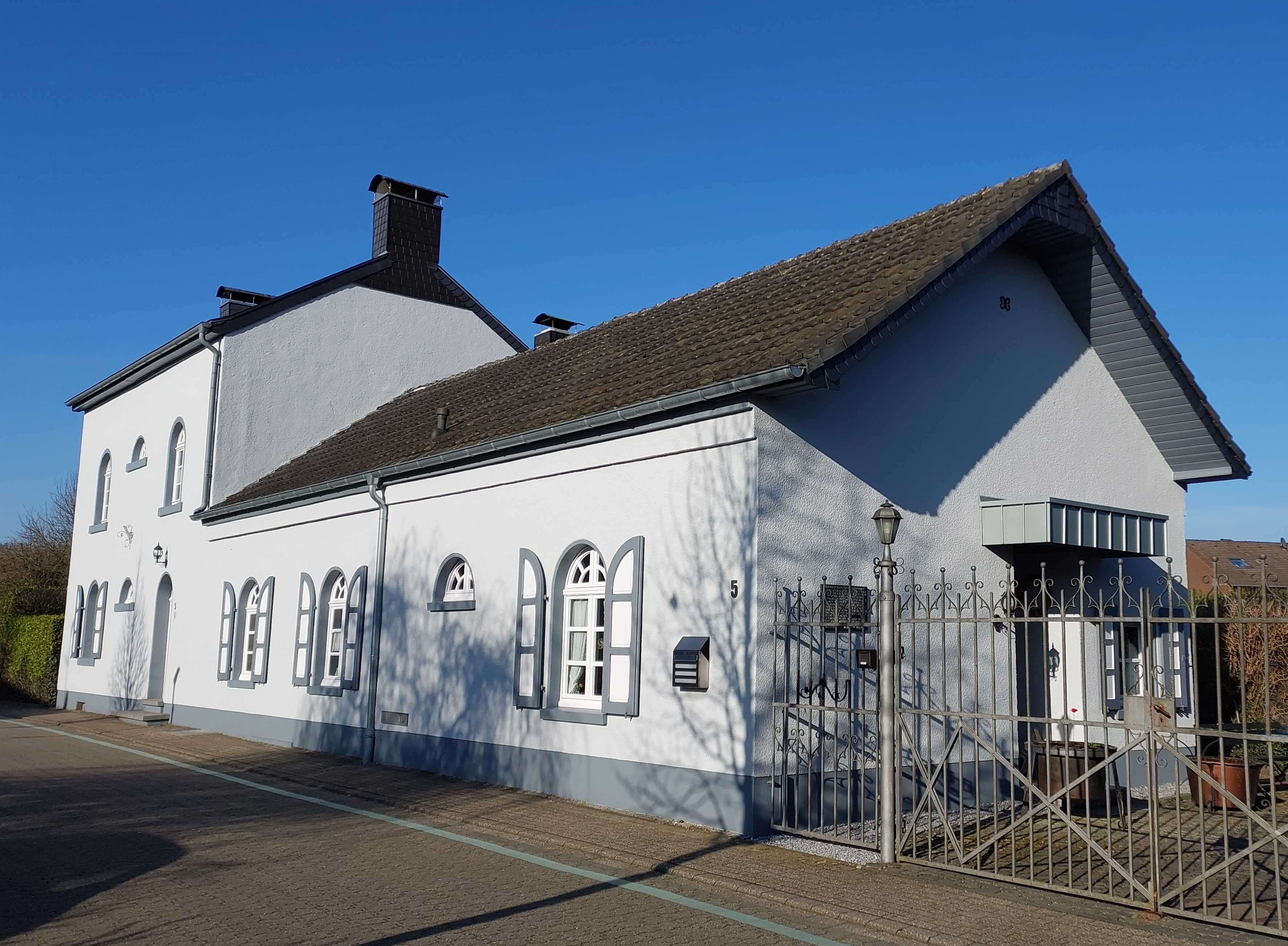
Ehemaliges Schleusenhaus des Nordkanals / Schlousweg 5
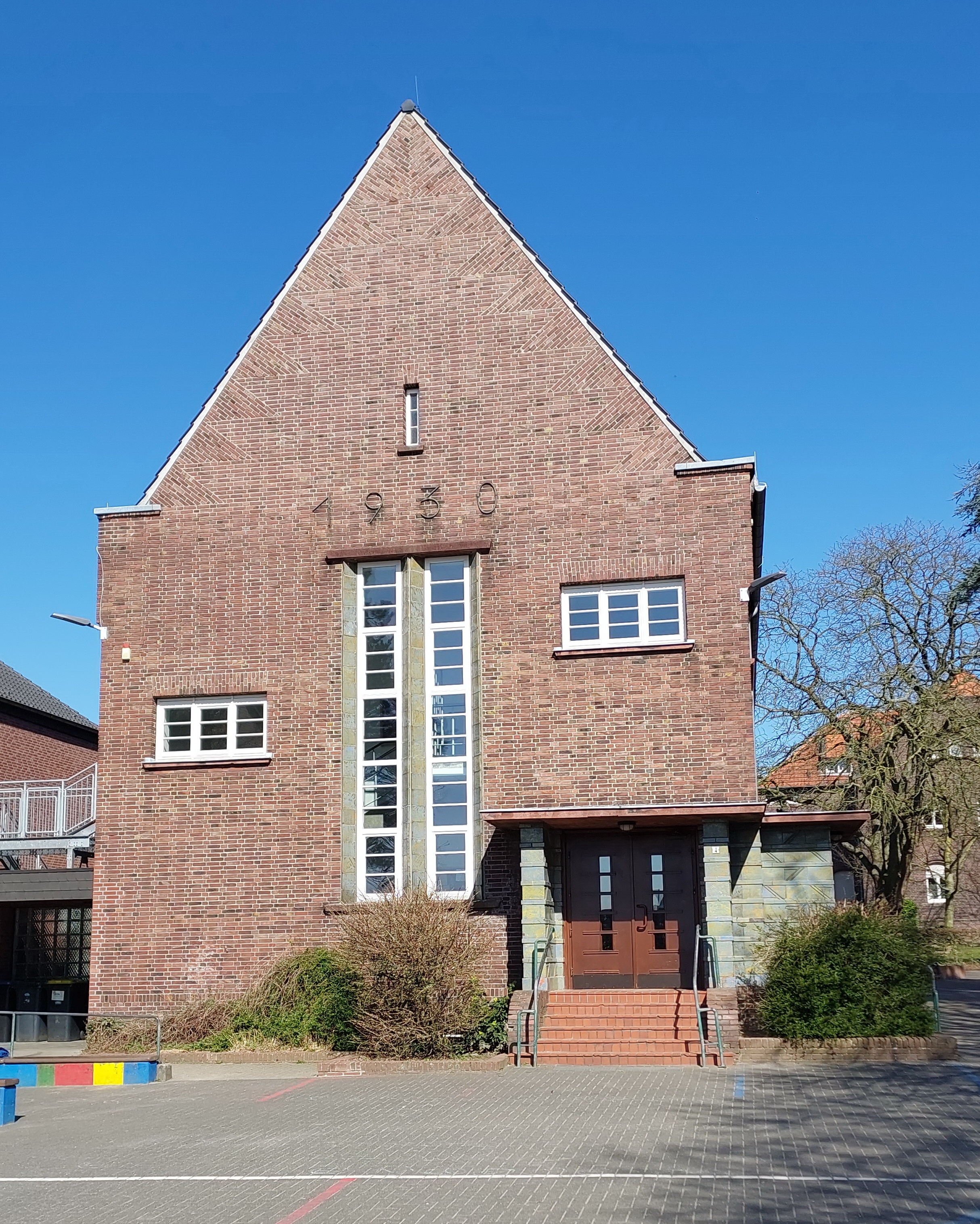
Hauptgebäude der Grundschule
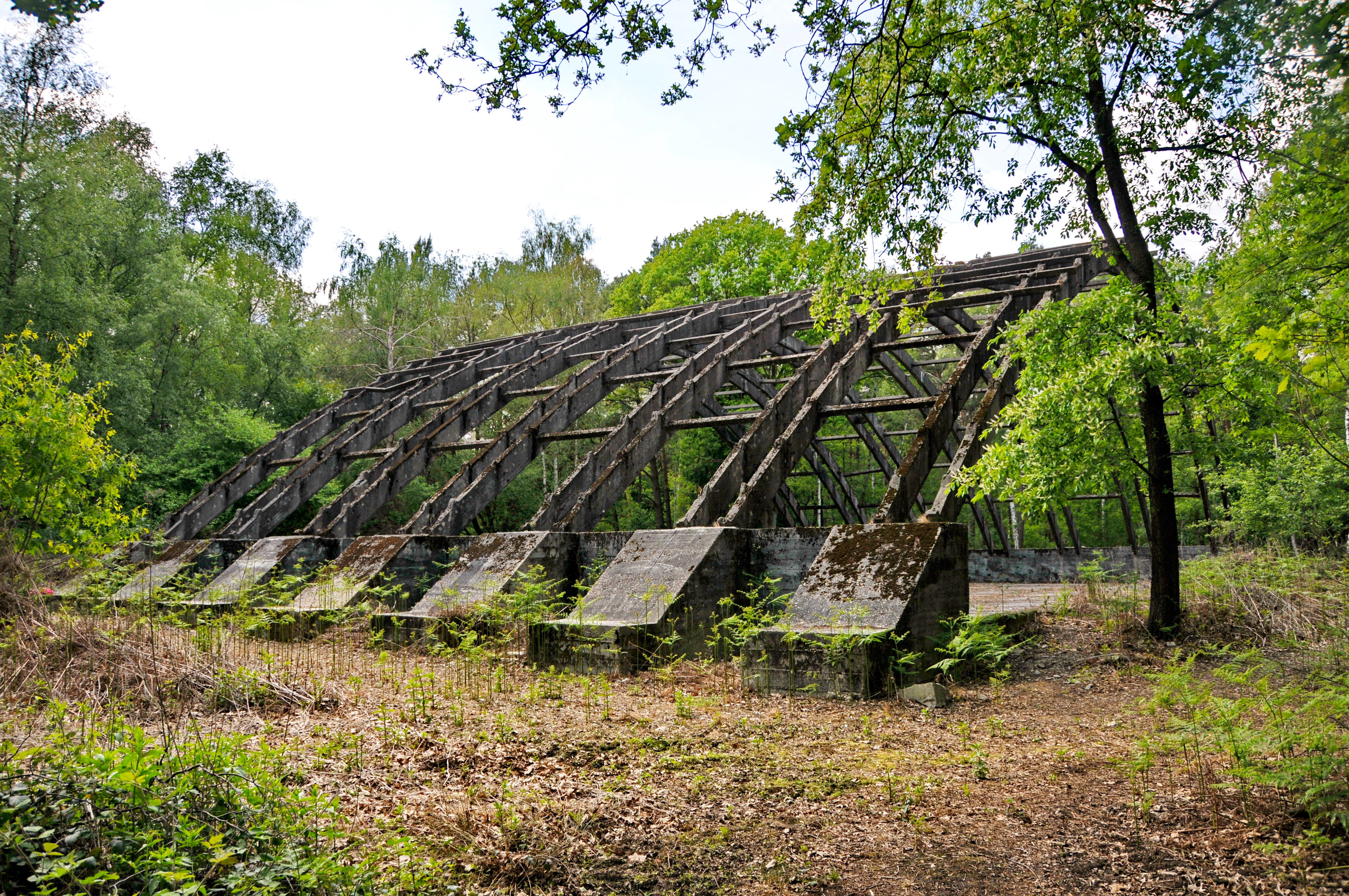
Rundbogenhalle - Flugzeughangar aus dem 2. Weltkrieg
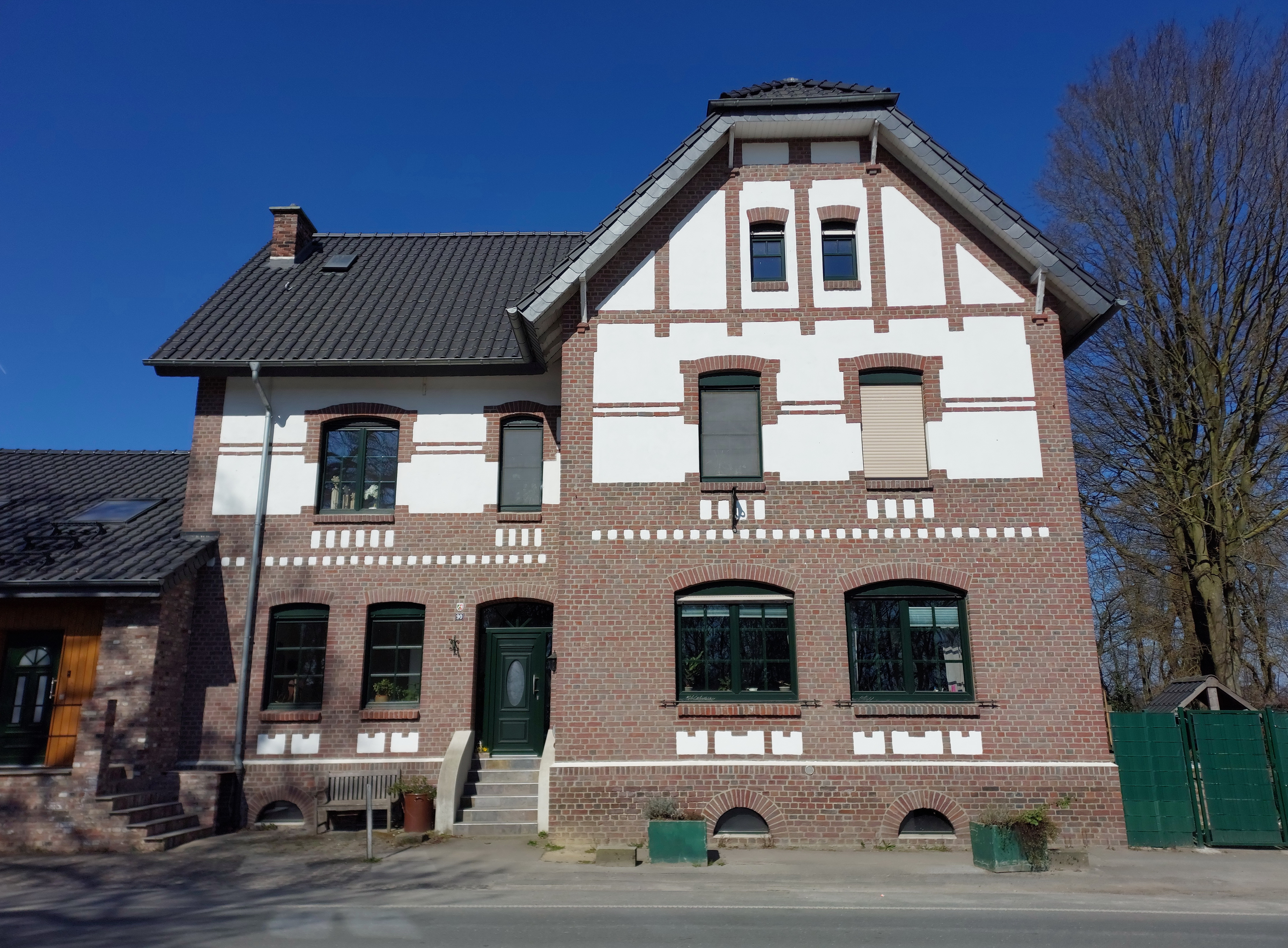
Ehemaliges Zollamt
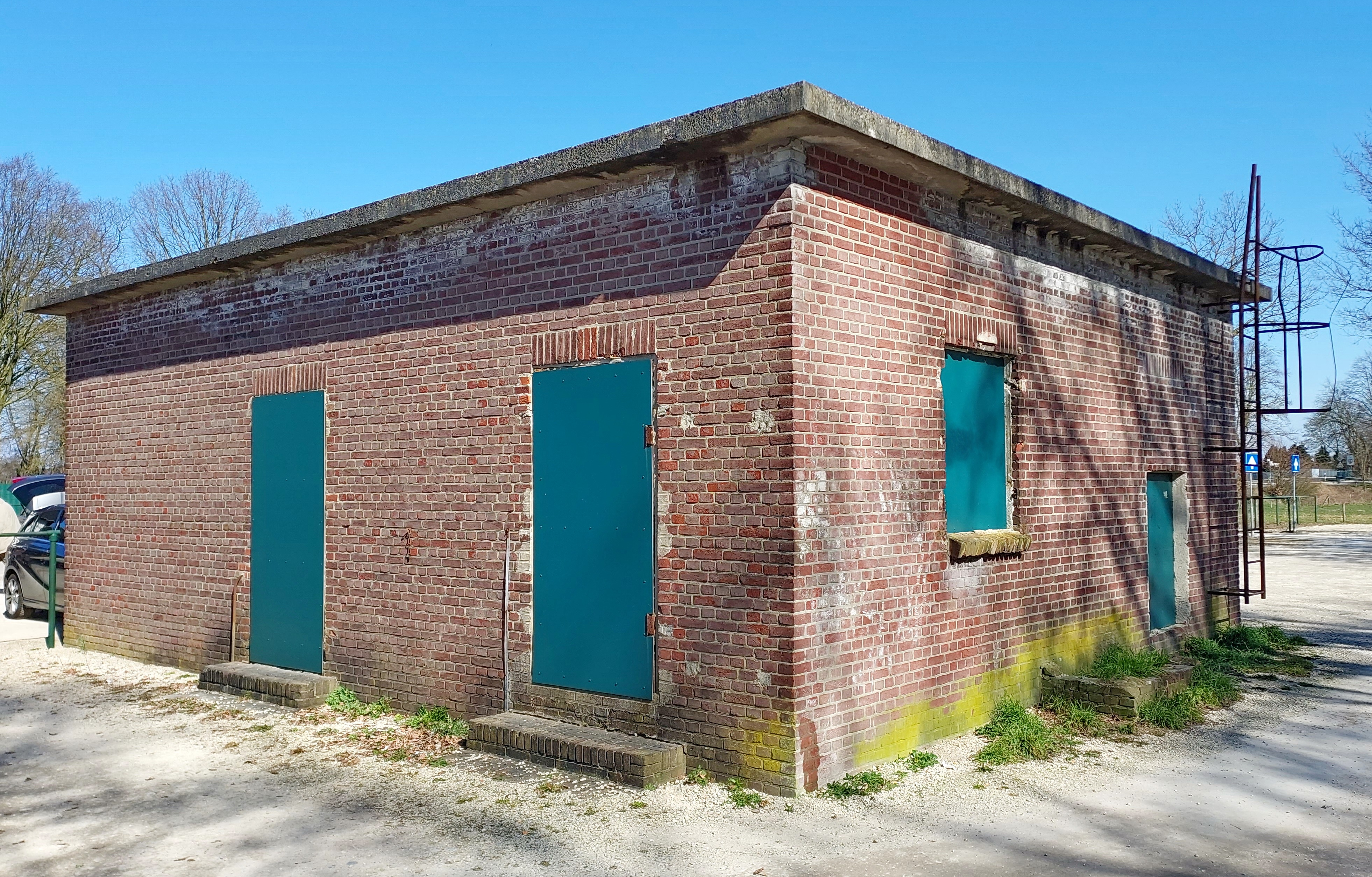
Ehemaliges Trafohaus (Parkplatz Backus)

## Ansässige Firmen
- Die Landgard e.G., der größte Vermarkter von Zierpflanzen (Topfpflanzen, Schnittblumen), Gemüse und Obst, sowie Gärtner- und Floristenbedarf in Deutschland, hat ihren Firmensitz in Herongen.
- die VERSEIDAG-INDUTEX GmbH, Weberei Herongen, welche eine Niederlassung der VERSEIDAG-INDUTEX GmbH, Deutschland ist.  Der Weberei - Standort Herongen blickt auf eine jahrzehntelange Tradition zurueck.  Produktbereich VERSEIDAG: Coating + Composite für hochwertige Industrietextilien / Gewebe. Erwähnenswerte Lieferung u. a.: die komplette Besegelung für das Segelschulschiff  *GORCH FOCK*  (Bj. 1958/59, Blohm&Voss Hamburg) der Bundesmarine.
- In Herongen ist einer von sechs Produktionsstandorten der Firma Carl Kühne KG, einem Nahrungsmittelhersteller, der hauptsächlich Essig, Feinkost und Feinsaures produziert und einer der größten Essig-, Gurken- und Senfproduzenten Europas ist.

## Persönlichkeiten
- Paul Heimen (1898–1978)[23], niederrheinischer Maler